# Anselmo Robbiati
Anselmo Robbiati (Lecco, 1º gennaio 1970) è un dirigente sportivo, allenatore di calcio ed ex calciatore italiano, di ruolo attaccante.

## Caratteristiche tecniche
Nato rifinitore, si consacrò principalmente come ala sinistra, ma era in realtà un giocatore molto duttile che poteva essere schierato in qualsiasi reparto avanzato del campo, sia in attacco che a centrocampo. Soprattutto alla Fiorentina divenne un importante "numero 12" pronto a subentrare a partita in corso risultando spesso particolarmente incisivo se non proprio determinante. Molto abile nei passaggi e nel calciare col piede sinistro, soprattutto a giro, nonché discretamente dotato tecnicamente, si distingueva soprattutto per il tempismo negli inserimenti e le capacità sotto rete.
Soprannominato Spadino, questo soprannome nacque ai tempi del Monza, da Giovanni Stroppa, quando l'ex centrocampista lombardo vide Robbiati con indosso un giubbotto di pelle molto stretto, questo lo faceva molto somigliare al personaggio della serie televisiva Happy Days, della quale Stroppa era un grande appassionato.

## Carriera

### Giocatore
Ha esordito con il Monza in Serie C1 nella stagione 1987-88. Dopo 6 stagioni (per un totale di 135 presenze e 20 reti), passa alla Fiorentina (1993-94 appena scesa in Serie B) dando un importante contributo alla pronta risalita in Serie A. L'anno successivo, sempre con la squadra viola, fa il suo esordio nella massima serie, anche se per il suo primo gol in A bisogna attendere il 1995/96. Robbiati in questi anni raramente si trova a partire titolare, ma risulta ugualmente indispensabile alla squadra viola per la sua capacità di entrare dalla panchina ed essere decisivo. In tutto collezionerà 160 presenze e 27 reti con la squadra di Firenze (memorabile il suo gol a Praga contro lo Sparta in Coppa delle Coppe nel 1997 che regala una sofferta qualificazione ai gigliati). Vince una Coppa Italia e una Supercoppa italiana.
Nella stagione 1999/00 passa al Napoli. 
L'anno successivo viene acquistato dall'Inter, che però preferisce mandarlo in prestito dapprima al Perugia e poi nuovamente alla Fiorentina. Non collezionerà nemmeno una presenza in campionato con la maglia nerazzurra.
Robbiati in seguito trova spazio ad Ancona, Grosseto, Monza e Como per approdare al Figline al tempo in Lega Pro Seconda Divisione (la ex serie C2) con Enrico Chiesa.
Robbiati è stato accompagnato per tutta la carriera dal soprannome "Spadino", affibbiatogli da Giovanni Stroppa quando erano compagni di squadra nel Monza, in virtù di una certa somiglianza con un personaggio della popolare serie tv Happy Days.

### Dopo il ritiro
Il 21 gennaio 2009 decide definitivamente, all'età di 39 anni, di concludere la carriera da calciatore, diventando vice allenatore del Figline. Rimarrà nello staff tecnico dei gialloblù come allenatore in seconda anche per la stagione 2009-2010, questa volta però sotto la guida del neo-tecnico Moreno Torricelli.
Nel giugno 2013 diventa il nuovo direttore sportivo del Figline.  Nel 2021 è responsabile della scuola calcio del Valdarno e nel 2022 del Figline. Dal 2021 collabora con la Jeffrey Accademy.Nel gennaio del 2023 viene ammesso al corso di Coverciano per diventare Responsabile di Settore Giovanile. Dal 2023 allena il Montevarchi

## Statistiche

### Presenze e reti nei club
| Stagione          | Squadra           | Campionato        | Campionato | Campionato | Coppe nazionali | Coppe nazionali | Coppe nazionali | Coppe continentali | Coppe continentali | Coppe continentali | Altre coppe | Altre coppe | Altre coppe | Totale | Totale | Totale |
| Stagione          | Squadra           | Comp              | Pres       | Reti       | Comp            | Pres            | Reti            | Comp               | Pres               | Reti               | Comp        | Pres        | Reti        | Pres   | Reti   |        |
| ----------------- | ----------------- | ----------------- | ---------- | ---------- | --------------- | --------------- | --------------- | ------------------ | ------------------ | ------------------ | ----------- | ----------- | ----------- | ------ | ------ | ------ |
| 1987-1988         | Monza             | C1                | 10         | 0          | CI+CI-C         | 0+?             | 0+?             | -                  | -                  | -                  | -           | -           | -           | 10+    | 0+     |        |
| 1988-1989         | Monza             | B                 | 9          | 0          | CI              | 6               | 0               | -                  | -                  | -                  | -           | -           | -           | 15     | 0      |        |
| 1989-1990         | Monza             | B                 | 34         | 1          | CI              | 0               | 0               | -                  | -                  | -                  | -           | -           | -           | 34     | 1      |        |
| 1990-1991         | Monza             | C1                | 23         | 3          | CI+CI-C         | 2+?             | 0+?             | -                  | -                  | -                  | -           | -           | -           | 25+    | 3+     |        |
| 1991-1992         | Monza             | C1                | 25         | 6          | CI+CI-C         | 2+?             | 0+?             | -                  | -                  | -                  | -           | -           | -           | 27+    | 6+     |        |
| 1992-1993         | Monza             | B                 | 34         | 10         | CI              | 4               | 0               | -                  | -                  | -                  | -           | -           | -           | 38     | 10     |        |
| 1993-1994         | Fiorentina        | B                 | 31         | 6          | CI              | 4               | 1               | -                  | -                  | -                  | -           | -           | -           | 35     | 7      |        |
| 1994-1995         | Fiorentina        | A                 | 15         | 0          | CI              | 5               | 2               | -                  | -                  | -                  | -           | -           | -           | 20     | 2      |        |
| 1995-1996         | Fiorentina        | A                 | 32         | 6          | CI              | 7               | 1               | -                  | -                  | -                  | -           | -           | -           | 39     | 7      |        |
| 1996-1997         | Fiorentina        | A                 | 30         | 11         | CI              | 2               | 1               | CdC                | 8                  | 1                  | SI          | 1           | 0           | 41     | 13     |        |
| 1997-1998         | Fiorentina        | A                 | 25         | 4          | CI              | 3               | 0               | -                  | -                  | -                  | -           | -           | -           | 28     | 4      |        |
| 1998-1999         | Fiorentina        | A                 | 22         | 1          | CI              | 6               | 1               | CU                 | 1                  | 1                  | -           | -           | -           | 29     | 3      |        |
| 1999-2000         | Napoli            | B                 | 20         | 2          | CI              | 9               | 2               | -                  | -                  | -                  | -           | -           | -           | 29     | 4      |        |
| 2000-gen. 2001    | Inter             | A                 | 0          | 0          | CI              | 1               | 0               | UCL+CU             | 0+0                | 0+0                | SI          | 0           | 0           | 1      | 0      |        |
| gen.-giu. 2001    | Perugia           | A                 | 12         | 3          | CI              | -               | -               | -                  | -                  | -                  | -           | -           | -           | 12     | 3      |        |
| 2001-gen. 2002    | Inter             | A                 | 0          | 0          | CI              | 0               | 0               | CU                 | 0                  | 0                  | -           | -           | -           | 0      | 0      |        |
| Totale Inter      | Totale Inter      | Totale Inter      | 0          | 0          |                 | 1               | 0               |                    | 0                  | 0                  |             | 0           | 0           | 1      | 0      |        |
| gen.-giu. 2002    | Fiorentina        | A                 | 5          | 0          | CI              | -               | -               | CU                 | -                  | -                  | SI          | -           | -           | 5      | 0      |        |
| Totale Fiorentina | Totale Fiorentina | Totale Fiorentina | 160        | 28         |                 | 27              | 6               |                    | 9                  | 2                  |             | 1           | 0           | 197    | 36     |        |
| 2002-2003         | Ancona            | B                 | 12         | 0          | CI              | 2               | 2               | -                  | -                  | -                  | -           | -           | -           | 14     | 2      |        |
| 2003-2004         | Grosseto          | C2                | 8          | 2          | CI-C            | ?               | ?               | -                  | -                  | -                  | -           | -           | -           | 8+     | 2+     |        |
| 2004-2005         | Monza             | C2                | 29         | 4          | CI-C            | ?               | ?               | -                  | -                  | -                  | -           | -           | -           | 29+    | 4+     |        |
| Totale Monza      | Totale Monza      | Totale Monza      | 164        | 24         |                 | 14+             | 0+              |                    | -                  | -                  |             | -           | -           | 178+   | 24+    |        |
| 2005-2006         | Como              | D                 | 25         | 5          | CI-D            | ?               | ?               | -                  | -                  | -                  | -           | -           | -           | 25+    | 5+     |        |
| 2006-2007         | Figline           | D                 | 25         | 4          | CI-D            | ?               | ?               | -                  | -                  | -                  | -           | -           | -           | 25+    | 4+     |        |
| 2007-2008         | Figline           | D                 | 25         | 3          | CI-D            | ?               | ?               | -                  | -                  | -                  | -           | -           | -           | 25+    | 3+     |        |
| 2008-gen. 2009    | Figline           | 2D                | ?          | ?          | CI-LP           | ?               | ?               | -                  | -                  | -                  | -           | -           | -           | ?      | ?      |        |
| Totale Figline    | Totale Figline    | Totale Figline    | 50+        | 7+         |                 | ?               | ?               |                    | -                  | -                  |             | -           | -           | 50+    | 7+     |        |
| Totale carriera   | Totale carriera   | Totale carriera   | 430+       | 66+        |                 | 53+             | 10+             |                    | 9                  | 2                  |             | 1           | 0           | 493+   | 78+    |        |

## Palmarès

### Giocatore
- Campionato italiano di Serie B: 1

Fiorentina: 1993-1994
- Coppa Italia: 1

Fiorentina: 1995-1996
- Supercoppa italiana: 1

Fiorentina: 1996
- Coppa Italia Serie C: 2

Monza: 1987-1988, 1990-1991
- Serie C2: 1

Grosseto: 2003-2004
- Serie D: 1

Figline: 2007-2008
- Lega Pro Seconda Divisione: 1

Figline: 2008-2009
- Supercoppa di Lega di Seconda Divisione: 1

Figline: 2009